# Тушканчик Гептнера
Тушканчик Гептнера, или карликовый тушканчик Гептнера (лат. Salpingotus heptneri) — вид из рода трёхпалые карликовые тушканчики семейства тушканчиковые.

## Распространение
Эндемик пустынь Юго-Восточного Приаралья. Ареал состоит из двух изолированных участков — Ахчадарьинского (Западные Кызылкумы) и Жанадарьинского (Северные Кызылкумы).
В Западных Кызылкумах населяют такыровидные глинистые равнины аллювиального происхождения с наносными грядовыми песками, в Северных Кызылкумах — на границе аллювиальных глинистых равнин с песчаными равнинами.

## Внешний вид
Животное среднего размера в пределах своего рода, по размерам и пропорциям близок бледному тушканчику, хотя и имеет более крупную голову при более мелких размерах. Средняя длина тела — 48,2 мм, хвоста — 94,7 мм. Средняя масса тела — 8,9 г. Половой диморфизм выражен лишь в размерах концевой кисточки хвоста (у самцов она в 2 раза больше, чем у самок) и в длине и густоте волос стержня хвоста.
По окраске и структуре меха сходен с бледным тушканчиком, при этом верх головы и спины покрыты более серым мехом, а стержень хвоста имеет более густое и длинное опушение. Остевые волосы верха головы и спины трёхцветные: на 2/3 длины они серовато-белого у основания цвета, затем — пепельно-серого, а вершина — буроватая. Кисточка на конце хвоста чёрная.
Диплоидное число хромосом — 46, число плеч аутосом — 86.

## Образ жизни
Активность приходится на ночь. Выход на поверхность — через час после захода солнца. Норы и убежища зверьков не изучены. Предположительно, с сентября по конец марта тушканчики Гептнера находятся в спячку.
Основу рациона составляют семена эфемеров и эфемероидов, а также насекомые.

## Размножение
У зверьков два цикла размножения — весенний и летний. Первые беременности отмечались в середине апреля. В выводке 2-4 детеныша.